# Ryszard Wierzbicki
Ryszard Wierzbicki (ur. 2 lutego 1938 w Chrzanowie, zm. 28 marca 2020) – polski biochemik, prof. dr hab.

## Życiorys
Ukończył I Liceum Ogólnokształcące im. Jana Kompałły i Wojciecha Lipskiego w Ostrowie Wielkopolskim. Pracę doktorską obronił w 1968 roku, następnie w 1975 uzyskał stopień doktora habilitowanego. Otrzymał nominację profesorską. Piastował stanowisko profesora zwyczajnego w Katedrze Chemii Farmaceutycznej i Biochemii na Uniwersytecie Medycznym w Łodzi oraz dziekana na Wydziale Farmaceutycznym Uniwersytetu Medycznego w Łodzi.
Zmarł 28 marca 2020.

## Odznaczenia
- Krzyż Oficerski Orderu Odrodzenia Polski (1999)[6]
- Krzyż Kawalerski Orderu Odrodzenia Polski
- medal „Za Zasługi dla Uniwersytetu Medycznego w Łodzi”[3]